# Chaos (zoologia)
Chaos Linnaeus, 1767 è un genere di amebe giganti, che variano da 1 a 5 mm di lunghezza, appartenenti alla famiglia Amoebidae.
Esse sono filogeneticamente affini al genere Amoeba, e condividono la stessa morfologia generale, producendo numerosi pseudopodi cilindrici. Tuttavia, le specie del genere Chaos possiedono diverse centinaia di nuclei, mentre quelle di Amoeba soltanto uno. La specie più conosciuta è C. carolinensis, che in passato è stata inserita anche all'interno dei protisti. Si tratta principalmente di "spazzini" che si trovano sul fondo degli ecosistemi ad acqua dolce.

Questi organismi si muovono grazie agli pseudopodi; non possiedono una dura parete cellulare. Il citoplasma si suddivide in endoplasma, che è fluido e contiene numerosi nuclei, granuli e vacuoli alimentari, ed ectoplasma, più viscoso e che non contiene alcun granulo.